# Земцова, Мария Ивановна
Земцова, Мария Ивановна (27 июля 1903, Хлебновка – 26 февраля 1994, Москва) — Специалист в области тифлопсихологии и тифлопедагогики, доктор педагогических наук, профессор, опубликовала свыше 100 работ по проблемам образования, воспитания, трудовой подготовки детей с нарушениями зрения, компенсации и коррекции нарушенных функций при слепоте и слабовидении.

## Биография
Мария Ивановна Земцова родилась 27 июля 1903 года в с. Хлебновка Балаковского района Саратовской обл. в семье крестьянина.
В 1930 году окончила педагогический факультет Саратовского государственного университета им. Н. Г. Чернышевского, где слушала лекции по тифлопедагогике профессора А. А. Крогиуса.
В 1936 году защитила кандидатскую диссертацию по психологии.
В Великую Отечественную войну при ЦИЭТИНе организовала лабораторию по обучению военноослепших металлообработке, курсы по подготовке незрячих телефонистов.
С 1948 года возглавляла сектор Тифлопедагогики НИИ дефектологии АПН СССР. По её инициативе были созданы проблемные тифлопедагогические лаборатории в Москве, Свердловске (ныне Екатеринбург), Горьком (ныне Нижний Новгород).
Мария Ивановна вела общественную работу во Всероссийском обществе слепых, являлась членом редколлегии журналов «Дефектология» и «Советский школьник».
Мария Ивановна Земцова была награждена орденом Трудового Красного Знамени (8.01.1980) и медалью К. Д. Ушинского.